# Aisha Abubakar
Pour les articles homonymes, voir Abubakar.
Aisha Abubakar (née le 20 juillet 1966 à Dogondaji, État de Sokoto) est une femme politique nigériane. Après les élections générales de 2015, elle est nommée secrétaire d'État (Minister of State) à l'Industrie, au Commerce à l'Investissement par le président Muhammadu Buhari.

## Biographie
Fille de l'ancien ministre des Finances nigérian Alhaji Abubakar Alhaji (en), elle fait ses études secondaires au Queens College (en) de Lagos de 1978 à 1984, puis étudie au Royaume-Uni, obtenant une licence en sciences politiques et études internationales de l'université de Warwick en 1990 et un master en études de développement de l'université de Leeds.
De 1993 à 1999, elle travaille à la Banque africaine de développement.
Elle est nommée secrétaire d'État à l'Industrie, au Commerce et à l'Investissement de la République fédérale du Nigéria en novembre 2015.